# Quặng

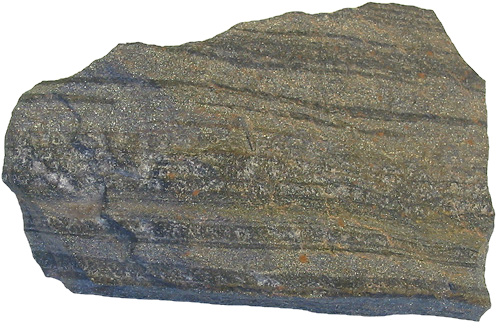
Quặng sắt (hệ tầng sắt phân dải)

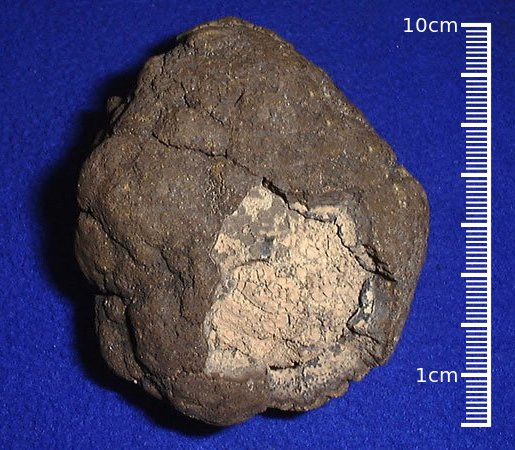
Quặng Mangan

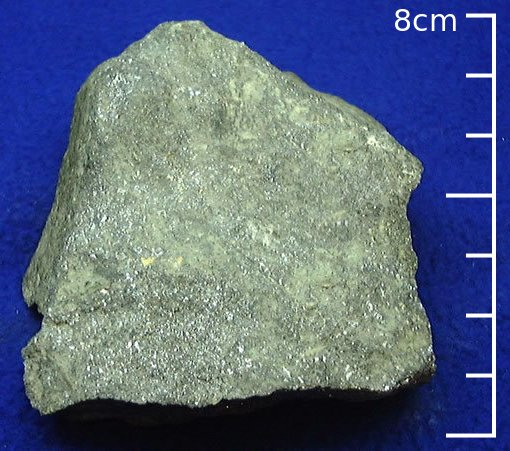
Quặng chì

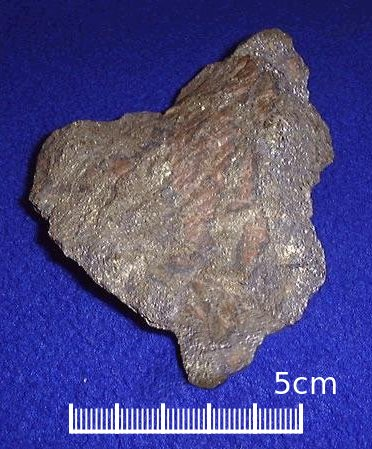
Quặng vàng

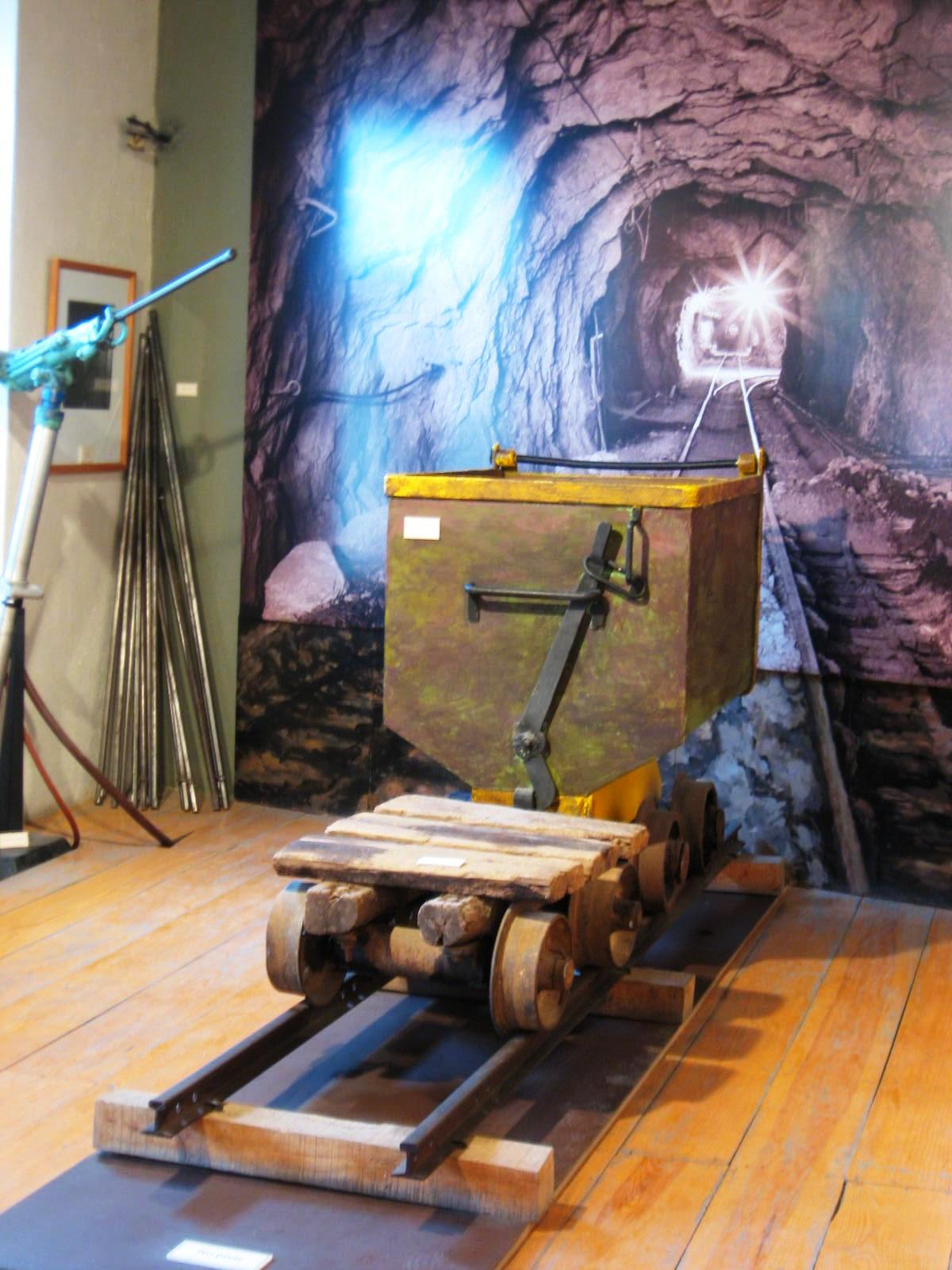
Xe chở quặng từ mỏ trưng bày ở bảo tàng khai thác mỏ ở Pachuca, México

Quặng là các loại đất đá chứa khoáng chất như kim loại hoặc đá quý, được khai thác từ mỏ và chế biến để sử dụng.
Mức độ tập trung khoáng vật quặng, kim loại, cũng như dạng xuất hiện của chúng sẽ ảnh hưởng trực tiếp đến chi phí khai thác quặng. Chi phí tách quặng phải tính đến giá trị kim loại chứa trong đá để xác định loại quặng nào khi khai thác có khả năng mang lại lợi nhuận và không có lợi. Các quặng kim loại thường là các oxide, sulfide, silicat, hoặc kim loại "tự sinh" (như đồng tự sinh) là những khoáng vật không tập trung phổ biến trong vỏ Trái Đất hoặc các kim loại "quý" (ít gặp dạng hợp chất) như vàng. Các quặng phải được xử lý để tách các kim loại cần lấy ra khỏi đá. Các thân quặng được hình thành bởi nhiều quá trình địa chất khác nhau gọi là quá trình sinh quặng.

## Quặng vàng
Quặng vàng được hiểu là các lớp bồi tích của vỏ Trái Đất sau sự vận động trong lòng đất và nhiệt độ nóng chảy phù hợp các nguyên tố vàng được liên kết với nhau và bị kéo dài theo sự vận động của vỏ Trái Đất. Vỉa vàng thường có hai loại, vỉa đứng và vỉa nằm. Quặng vàng thường có hai loại chính là quặng vàng và quặng kim loại vàng. Quặng vàng là quặng mà vàng đã đạt độ tinh khiết từ 75 đến 95%. Quặng loại này đã bị nóng chảy từ trong lòng đất và được đẩy lên theo sự vận động của vỏ Trái Đất. Có màu vàng dạng như kim tuyến hay như hạt tấm. Quặng kim loại vàng ở Việt Nam thường là quặng đa kim. Vàng chưa bị nóng chảy nên bị lẫn trong các kim loại khác như đồng, sắt, bạc... Để khai thác quặng vàng loại này người ta phải dùng đến các phương pháp tuyển vàng khác nhau, tùy theo tính chất của mỗi loại quặng bị nhiễm vàng.